# الکساندر گراندازی
الکساندر گراندازی (انگلیسی: Alexandre Grandazzi؛ زادهٔ ۱۰ فوریهٔ ۱۹۵۷) باستان‌شناس، مورخ، و استاد دانشگاه اهل فرانسه، متخصص در باستان‌شناسی و تاریخ شهر رم است.